# Europäisches Zentrum für mittelfristige Wettervorhersage

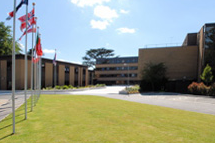
ECMWF-Gebäude in Reading

Mitglieder
Zusammenarbeit (Stand 2016)

Das Europäische Zentrum für mittelfristige Wettervorhersage (EZMW, englisch European Centre for Medium-Range Weather Forecasts, ECMWF) ist ein unabhängiges internationales Forschungsinstitut und ein Wetterdienst für globale numerische Wettervorhersagen und Klimatologie.

## Übersicht
Das EZMW wurde 1975 im Rahmen der Europäischen Zusammenarbeit auf dem Gebiet der Wissenschaft und Technologie (COST) gegründet. Die 23 Mitgliedstaaten bilden zusammen das Leitungsorgan, den Rat des EZMW: Belgien, Dänemark, Deutschland, Estland, Finnland, Frankreich, Griechenland, Irland, Island, Italien, Kroatien, Luxemburg, Norwegen, Niederlande, Österreich, Portugal, Schweden, Schweiz, Serbien, Slowenien, Spanien, Türkei und Vereinigtes Königreich.
Zudem unterhält das EZMW Kooperationsabkommen mit Bulgarien, Georgien, Israel, Lettland, Litauen, Marokko, Montenegro, Nordmazedonien, Rumänien, Slowakei, Tschechische Republik, Ungarn.

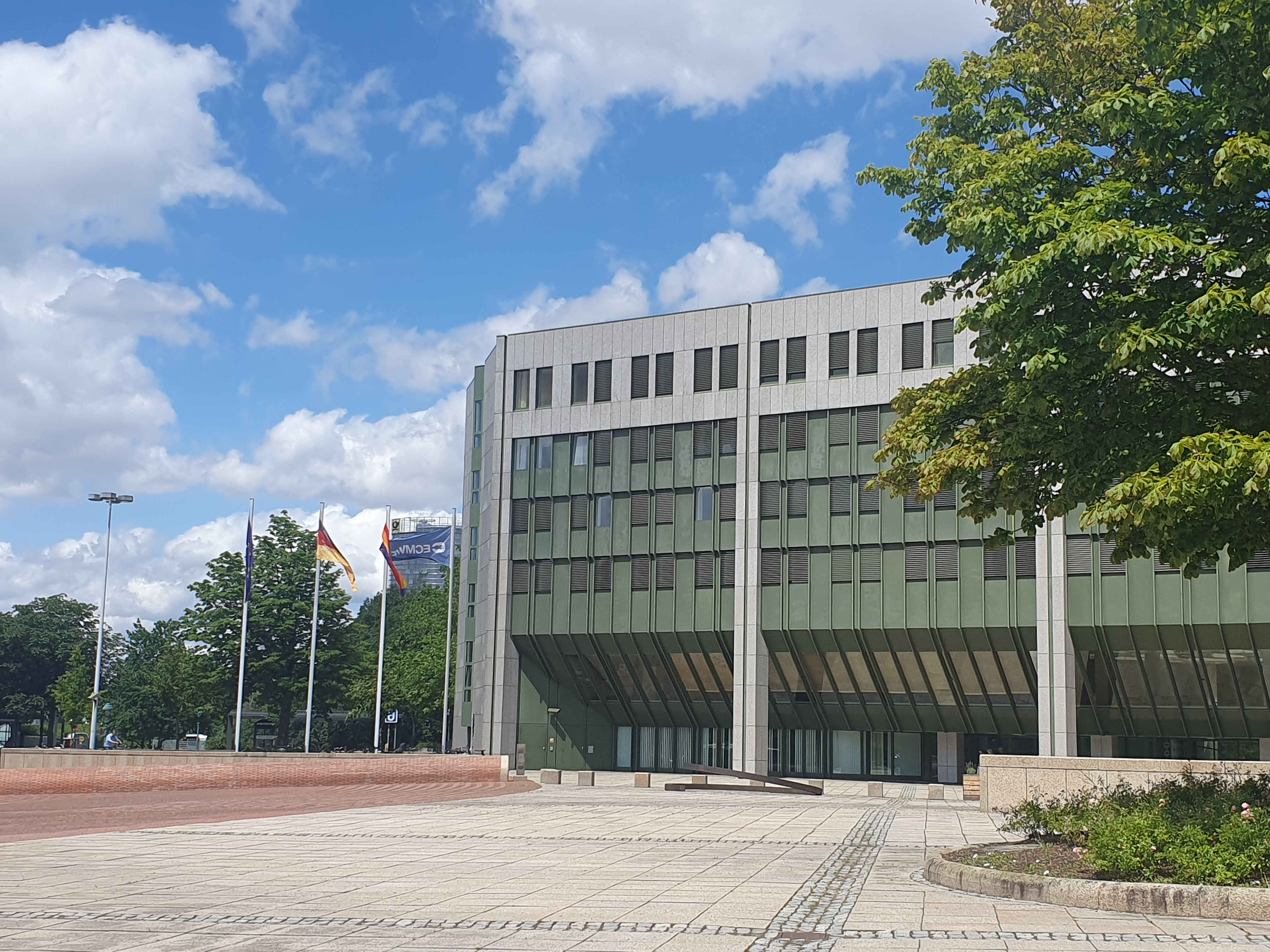
ECMWF-Gebäude in Bonn

Der Hauptsitz liegt in Reading. In Folge des EU-Austritts des Vereinigten Königreichs wird bis zum Sommer 2021 ein neuer Standort in Bonn aufgebaut. Vom neuen Standort sollen die Aufgaben ausgeführt werden, die das EZMW im Rahmen des EU-Erdbeobachtungsprogramms „Copernicus“ übernimmt.

## Ziele
Die wichtigsten Ziele des Zentrums sind (Art. 2 des Übereinkommens):
- die Entwicklung dynamischer Modelle der Atmosphäre zur Erarbeitung mittelfristiger Wettervorhersagen mit Hilfe numerischer Methoden
- die regelmäßige Erstellung der für die Erarbeitung mittelfristiger Wettervorhersagen notwendigen Daten
- wissenschaftliche und technische Forschung zur Verbesserung der Qualität dieser Vorhersagen
- die Sammlung und Archivierung zweckdienlicher meteorologischer Daten

Zur wichtigsten Aufgabe gehört die Berechnung von zwei Mal täglichen mittelfristigen globalen Wettervorhersagen auf Basis physikalischer Modelle. Die deterministischen Prognosen des IFS-Modells (Integrated Forcasting System, math. Modell und Software des EZMW) werden für 10 Tage im Voraus berechnet. Die Modellauflösung liegt zurzeit bei ca. 9 km. Darüber hinaus hat das Zentrum als eine der ersten Organisationen im Jahr 1992 Ensembleberechnungen eingeführt. Durch die mehrfache Berechnung des Vorhersagemodells mit leicht veränderten Anfangsbedingungen können so Aussagen über die Eintreff-Wahrscheinlichkeit getroffen werden. Das atmosphärische Ensemblemodell des ECMWF rechnet zurzeit bis 15 Tage im Voraus.
Weitere wichtige Rechenmodelle des Zentrums sind das ECMWF Monthly Forecasting system, das EUROSIP multi-model seasonal forecasting system und die globalen atmosphärischen Reanalysen (wie z. B. ERA-Interim global atmospheric reanalysis oder ERA5), sowie die beiden ozeanographischen Produkte System 3 Ocean Analysis, das auch für die saisonelle Vorhersage verwendet wird, und WAM (Wave Model) für die Dünungs-Simulation.

## Generaldirektoren
- Aksel C. Wiin-Nielsen (1974–1980)
- Lennart Bengtsson (1981–1990)
- David Burridge (1991–2004)[17]
- Dominique Marbouty (2004–2011)[18]
- Alan Thorpe (2011–2016)[19]
- Florence Rabier (2016–)[20]

## Supercomputer
Die Fortschritte bei der numerischen Wettervorhersage sind eng mit dem Fortschritt beim Supercomputer verbunden. Im Laufe der Jahre hat die größere Rechenleistung es ermöglicht, bessere Wetterprognosen zu erstellen.
Seit Mitte 2016 läuft in der Phase 1 eine Cray XC30, die eine Rechenleistung von 3.593 TeraFLOPS hat. Sie besteht aus 7.010 Intel-Prozessoren des Typs E5-2697v2 „Ivy Bridge“ (12 Kerne, 2,7 GHz) und wird nachgerüstet mit 3610 Intel Xeon EP E5-2695 V4 „Broadwell“ (18 Kerne, 2,1 GHz) und erreicht dann 8.499 TeraFLOPS. Die ECMWF-Modelle liefen davor seit 2006 auf einem dualen IBM-Cluster (155 p5-575+) mit etwa 5.000 Skalar-CPUs bei 38 TFLOPS, der im Rechenzentrum Shinfield Park in Reading läuft. Davor war eine Cray 1A, dann eine Fujitsu VPP 700, eine VPP 5000 und seit 2002 zwei IBM Cluster 1600 in Betrieb.
Für den nächste Rechner, einen Bull Sequana mit AMD-Prozessoren, ist ab 2020/21 ein separater Standort außerhalb von Reading im italienischen Bologna vorgesehen.

## Bekannte Forschungsergebnisse
Durch Auswertung von Daten des Zentrums entdeckten Yong Zhu und Reginald E. Newell vom Massachusetts Institute of Technology 1998 die atmosphärischen Flüsse, die für den Transport von ca. 90 Prozent der Feuchtigkeit aus den Äquatorialregionen in die mittleren Breiten verantwortlich sind. Diese Entdeckung ist auch die Grundlage für das Arkstorm-Szenario der United States Geological Survey.